# 차르스코예 셀로

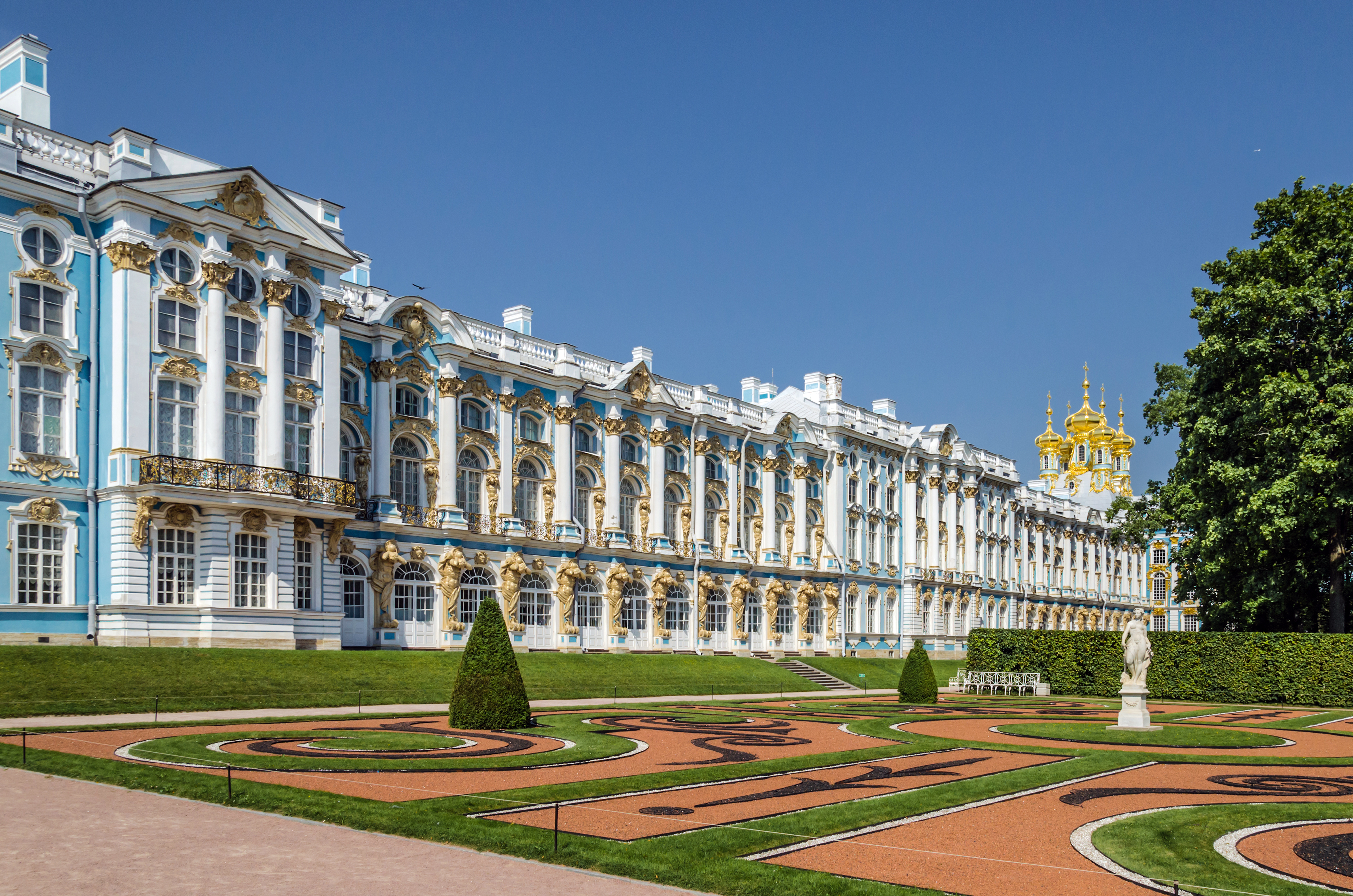
예카테리나궁과 공원

차르스코예 셀로(러시아어: Царское Село)는 상트페테르부르크 중심 지역 남쪽 24km 정도에 위치에 있는 러시아 황제의 별궁으로, 예카테리나 궁전 등이 모여있는 피서지이다. 예전에는 푸시킨이였지만, 현재는 상트페테르부르크 푸시킨스키구가 되었다. 상트페테르부르크 역사 지구와 관련 건조물군 중 하나로 세계 유산에 등록되어 있다.

## 역사
17세기 이곳은 스웨덴 귀족의 소유지였다. 원래 핀란드어 이름은 보통 ‘높은 땅’(a higher ground)으로 번역되었다. 이에 반해, 러시아의 언어학자 막스 바스메르는 그것이 ‘섬’을 뜻하는 핀란드어 ‘saari’에서 온 ‘섬마을’(Saaren kylä)이라는 의미라고 주장했다. 어쨌든, 핀란드어 이름은 18세기 러시아에게 사르스코예 셀로(Sarskoye Selo)로 발음된 후 차르스코예 셀로(Tsarskoye Selo, 황제의 도시)로 변했다.
1708년 표트르 1세는 아내이자 이후 여제가 되는 예카테리나 1세에게 저택을 선물로 주었다. 1724년에 그녀는 이곳에 브라고베셴스키 대성당을 짓고, 이 지역의 이름을 블라고베셴스코(Благовещенское)로 바꿨다. 그러나 시험 시간의 걸려서 즉시 사용되지 않았다.
예카테리나 1세는 이곳을 황제가 거처하는 곳으로 개발을 시작했다. 그녀의 딸인 옐리자베타 페트로브나는 이탈리아 건축가인 바르톨로메오 라스트렐리에게 예카테리나 궁전 건설을 책임지게 했다. 이후 여제가 된 예카테리나 2세와 건축가 찰스 카메론은 카메론 갤러리로 알려진 궁전 건축물로 확장했다. 지금은 2개의 궁전이 있는데, 예카테리나 공원과 인접해 있는 바로크 양식의 예카테리나 궁전과 알렉산드르 공원과 인접해 있는 신고전주의 양식의 알렉산드로프스키 궁전이다.
예카테리나 궁전은 더치 아드미랄티, 크리킹 파고다, 체스메 기둥, 루먄체프 오벨리스크, 대리석 다리 등의 건축물이 있는 프랑스식 정원과 영국식 정원으로 둘러싸여 있다. 알렉산드르 공원에 몇 가지 신와저리의 건축물이 있고 중국 마을이 있다.

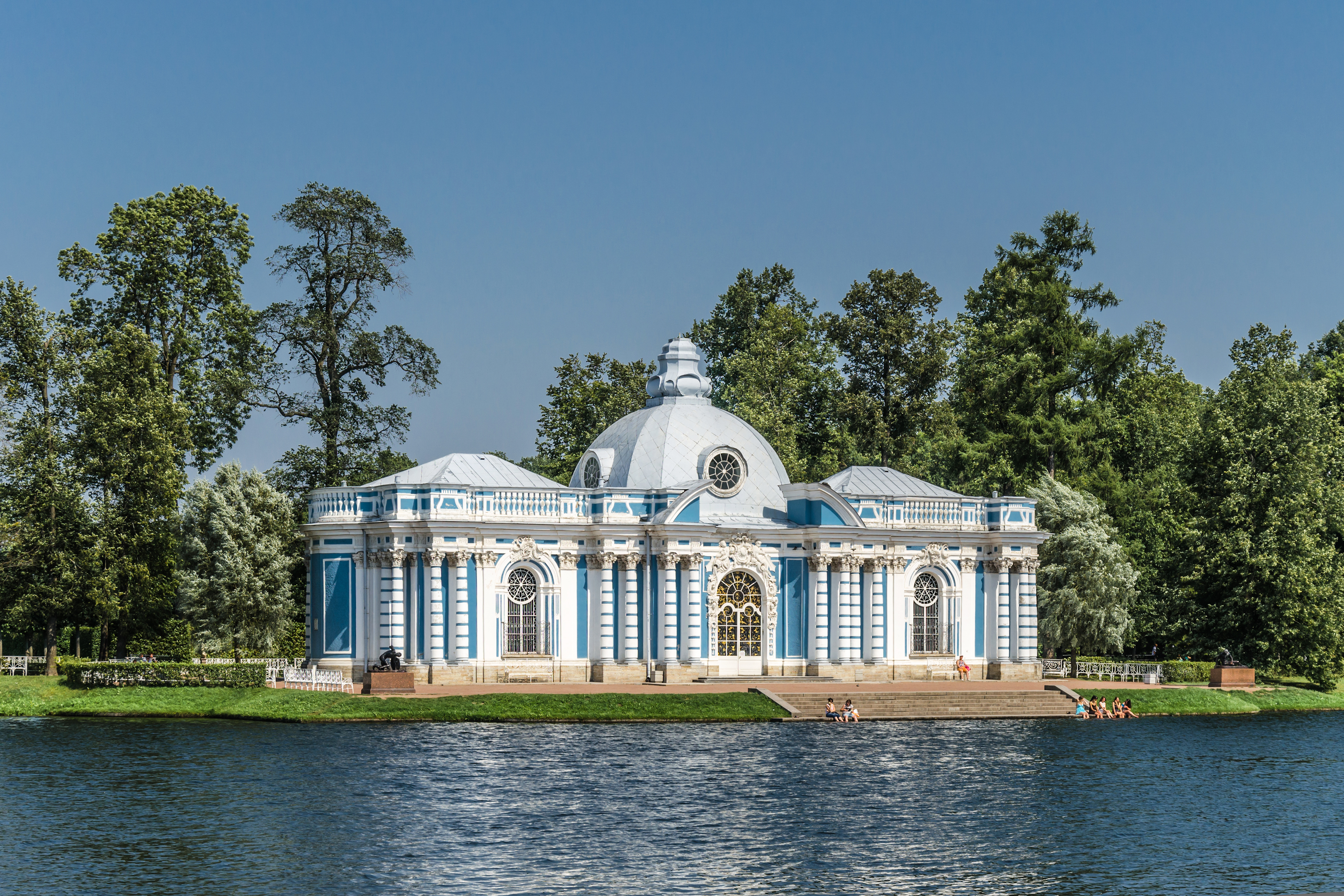
예카테리나 공원의 그로토 파빌리온

18세기 말경, 차르스코예 셀로는 귀족들 사이에서 여름 피서지로 인기 있는 장소였다. 1770년, 예카테리나 1세가 차르스코예 셀로의 남쪽에 세운 소피아 마을(자신의 독일어 이름이 소피아)에는 호위 부대가 배치되어 있었다. 스코틀랜드의 건축가 찰스 카메론이 설계한 신고전주의 5개의 돔으로 구성된 승천 궁전이 이 지역의 중요한 유적이다. 1808년에 소피아와 차르스코예 셀로는 하나의 도시로 통합되었다.
1811년에, 알렉산드르 1세는 차르스코예 셀로 리시움(황립 귀족학교)을 예카테리나 궁전 옆에 열었다. 1817년에 졸업한 최초의 학생 중에는 알렉산드르 푸시킨이나 알렉산드르 고루챠코프도 있었다. 또한 미하일 살티코프시체드린도 리시움에서 배웠다. 차르스코예 셀로의 문학적 전통은 안나 아흐마토바와 인노켄티 안넨스키 등의 위대한 시인에 의해 20세기까지 계속되었다.
차르스코예 셀로와 상트페테르부르크 사이에 러시아 최초의 철도가 1837년에 개통되었다. 푸시킨 방면 열차의 터미널인 상트페테르부르크의 비쳅스크 역(벨라루스의 비쳅스크에서 유래)은 제정 시대에는 차르스코예 셀로 역(Царскосельский вокзал)이라고 불렸다. 철도가 생겨나면서 도시는 19세기의 산업화로 사라져 버렸다. 이것은 1917년에 놓인 정부의 라디오 방송국으로 알려져 있다. 그해 봄, 니콜라이 2세는 그가 좋아했던 알렉산드로프스키 궁전에 연금되었다.
1918년, 차르스코예 셀로는 볼세비키에 의해 데츠코예 셀로(어린이 마을이란 뜻)으로 바뀌었고, 1937년에는 알렉산드르 푸시킨의 사후 100주년을 기념해 푸시킨(Пушкин)으로 바뀌었다.
1941년 9월 17일, 독일군은 푸시킨 마을을 점령했다. 유명한 앰버룸을 포함하여 많은 역사 유적과 건축물이 파괴되고, 약탈당했다. 1944년 1월 24일이 되어서야 붉은 군대에 의해 이 땅이 탈환되었다. 전쟁 후 차르스코예 셀로의 재건이 시작되었고, 예카테리나 궁전의 많은 공간이 복구되었지만 교회와 알렉산드로프스키 궁전에 관해서는 아직 진행 중이다.

## 참고 문헌
- King, Greg (2006). 《The Court of the Last Tsar》 (hardback). Hoboken: John Wiley  & Sons. 559 pages쪽. ISBN 978-0-471-72763-7.